# Stop ou encore (émission de radio)
Stop ou encore est une émission de radio musicale créée en France à l'antenne de RTL en 1970 par Anne-Marie Peysson et diffusée depuis, les samedis et dimanches matin, à des horaires variables, à l'exception de la période 2000-2005 quand l'émission fut remplacée par une autre. Il existe une émission homologue diffusée en Belgique par la station Bel RTL depuis 1991.
Le principe de l'émission est de permettre l'écoute de plusieurs chansons d'un même artiste. Les auditeurs appellent le standard durant l'écoute d'un titre d'un chanteur dans le but de réitérer le passage d'un de ses titres, ou de ne pas le faire et de passer à un autre chanteur.

## Principe
Le but est de proposer plusieurs chansons d'un artiste, les auditeurs appelant le standard pour garder ou éliminer l'artiste en cours. Au-delà de 50 % d'encore, on diffuse une chanson supplémentaire. En dessous, on en reste là et on passe au répertoire d'un autre chanteur.
Le nombre de chansons a varié : de sept initialement, à cinq jusqu'au milieu des années 1990, avant de passer à quatre ou cinq chansons jusqu'en l'an 2000.
L'émission s'est arrêtée à la rentrée 2000 au profit d'une émission de dédicace, toujours animée par Vincent Perrot. Elle a repris ensuite, en 2005, avec quatre titres. Quelques années plus tard, ils réduisent à trois titres pour la formule actuelle.
Depuis la rentrée radiophonique de septembre 2012, la règle change. Il faut toujours un minimum de 50 % d'encore sur le premier titre pour continuer. En revanche, il faut désormais 75 % à la fin du deuxième pour obtenir un troisième titre. Un bonus de deux titres supplémentaires a été institué si les 100 % sont atteints à la fin du troisième. Les valeurs sûres n'ont donc plus toujours la possibilité d'aller au bout de l'épreuve.
Depuis début 2023, la règle a évolué : s'il faut toujours 50 % d'encore au minimum pour avoir un second titre et 75 % pour un troisième, 90 % d'encore sont nécessaires sur la 3ème chanson pour en obtenir une quatrième. Cela arrive assez fréquemment. En revanche, pour obtenir un 5ème titre, il faut impérativement 100 % d'encore sur le 4ème, ce qui ne s'est quasiment jamais produit jusqu'à présent. Chaque chanson supplémentaire s'obtient donc en plaçant la barre de pourcentage plus haut que sur la précédente.

## Animateurs

### Animateurs titulaires
De nombreux animateurs se sont succédé depuis la création de l'émission :

### Animateurs actuels
- Éric Jean-Jean (depuis 2020)

### Anciens animateurs
- Gérard Klein
- Anne-Marie Peysson[1] (1970-1976)
- Fabrice et Sophie Garel
- Patrick Sabatier (1976-1980)
- Évelyne Pagès (1980-1984)
- André Torrent (1984-1987)
- Philippe Risoli (1985-1986)
- Julien Lepers (1987-1998)
- Vincent Perrot (1998-2000 et 2005-2020)[1]

### Animateurs remplaçants
Ces animateurs ont souvent animé l'émission durant les étés mais aussi sur des remplacements plus ponctuels :
- Billie
- Vincent Cerutti (été 2011)
- Thierry Debrune
- Frédéric Ferrer (été 2009)
- Pierre Galibert
- Jade
- Éric Jean-Jean (été 2012 à été 2019)
- Rémy Jounin (étés 1997, 1998, 1999)
- Valérie Payet
- Laurent Petitguillaume
- Christophe Beaugrand (25 décembre 2017)
- Jérôme Anthony (été 2018, été 2019, été 2021, 27 au 31 décembre 2021, été 2022, été 2023)
- Stéphanie Loire (été 2020)
- Élodie Gossuin (13-14 avril 2024, été 2024, été 2025)